# Proces kolodionowy

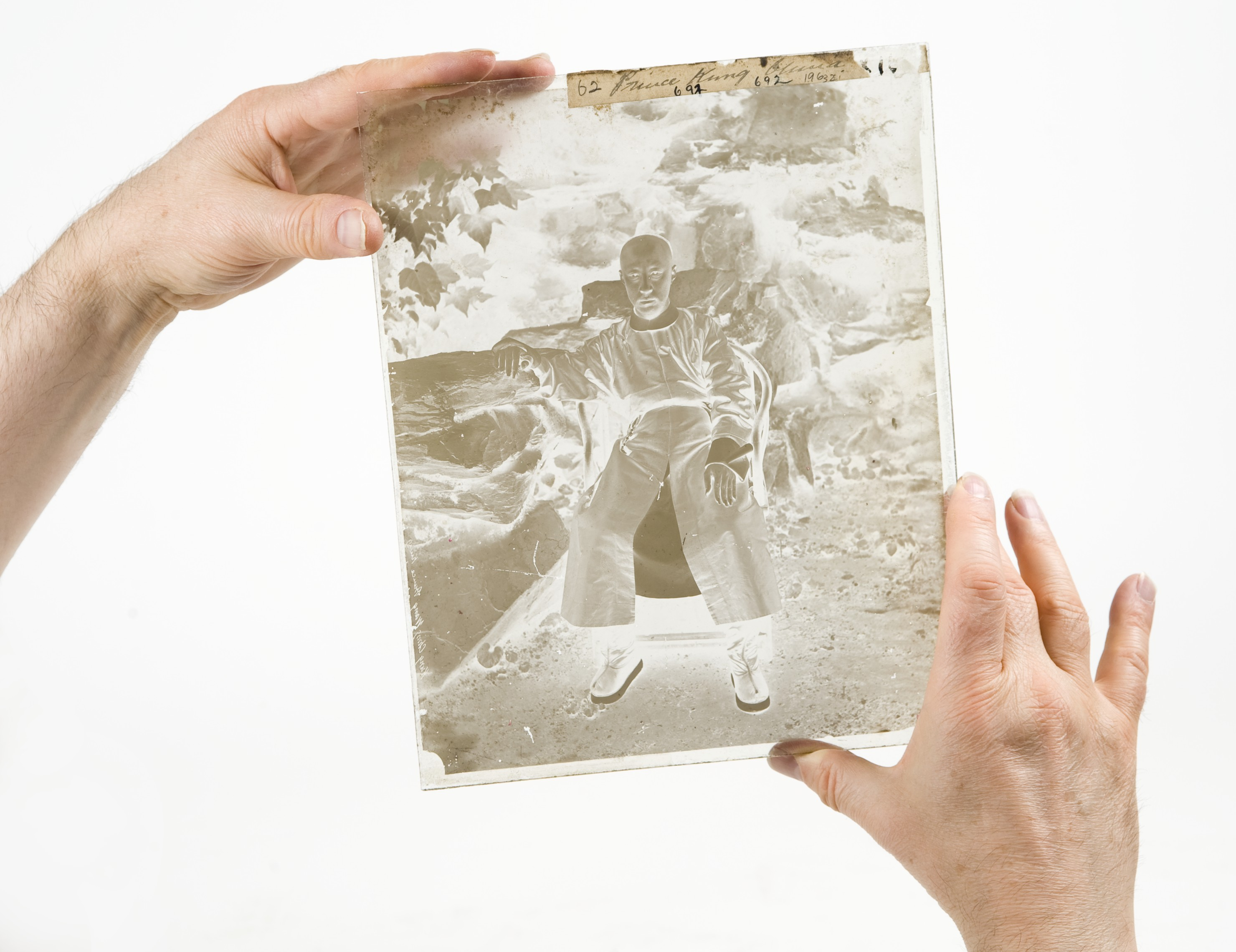
John Thomson, Portret Yixina, ok. 1870, szklany negatyw w technice mokrego kolodionu

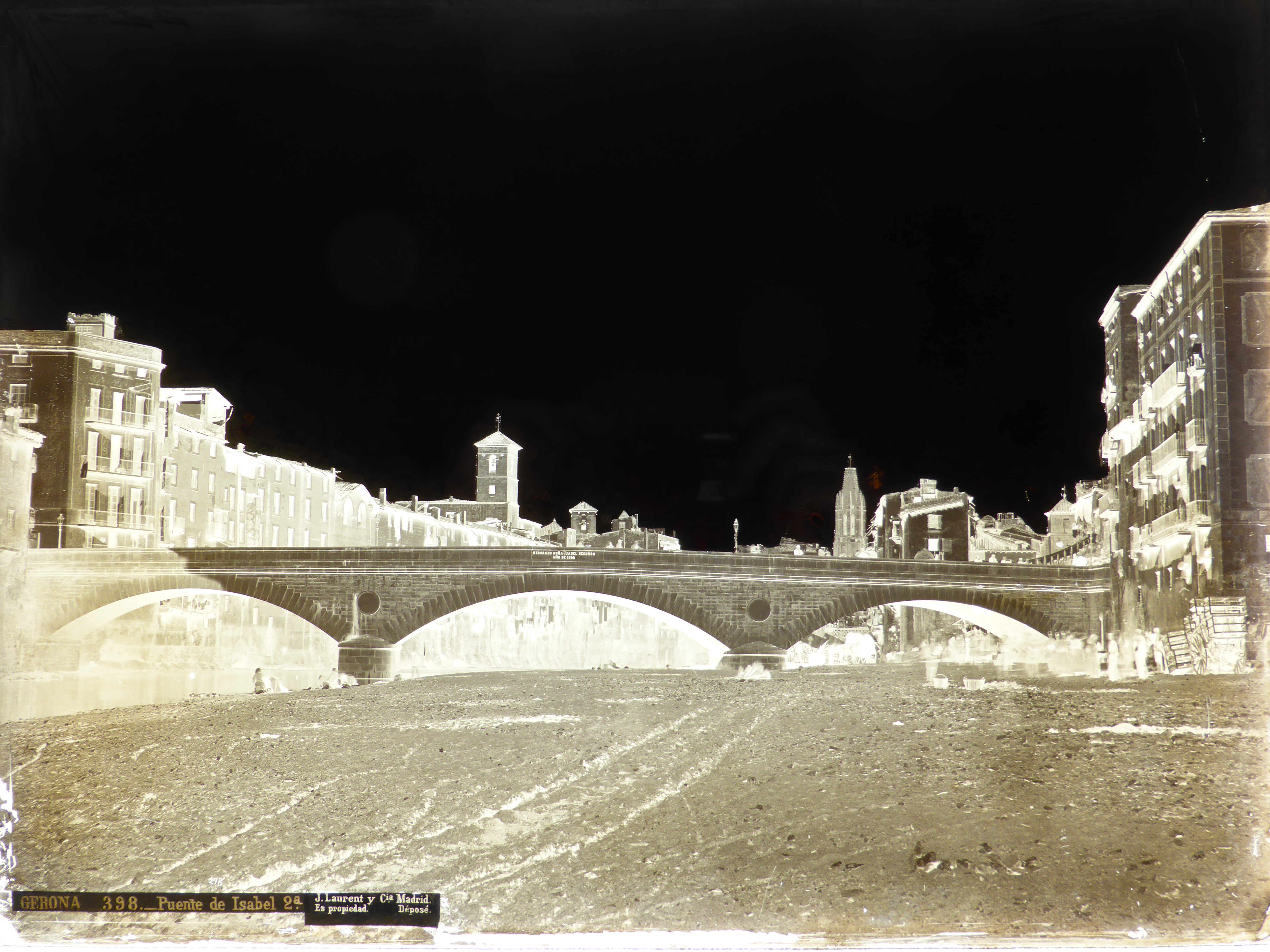
Juan Laurent, Widok Girony, ok. 1867, szklany negatyw w technice mokrego kolodionu

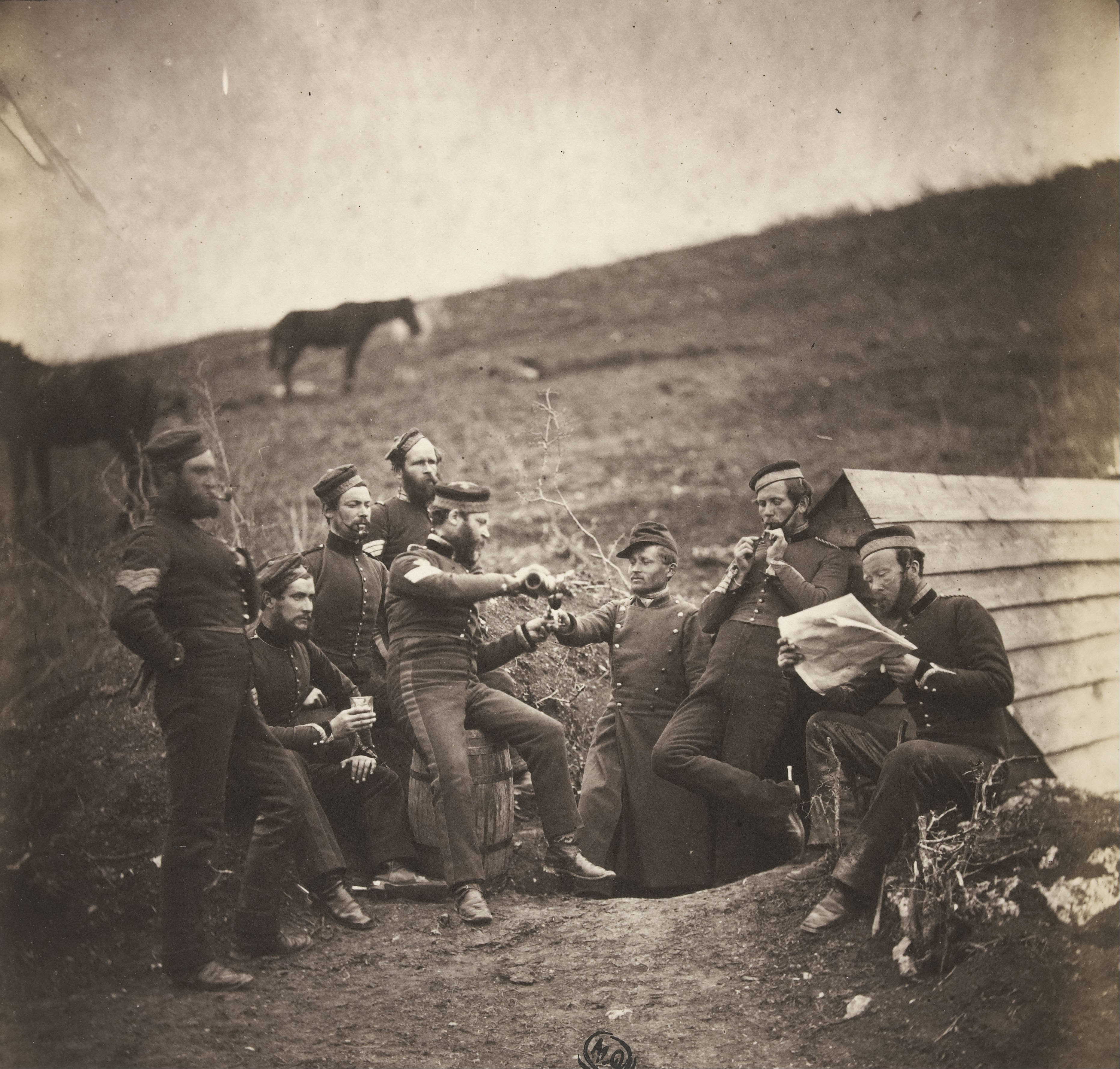
Roger Fenton, L'entente cordiale, 1855, odbitka na papierze solnym z negatywu kolodionowego

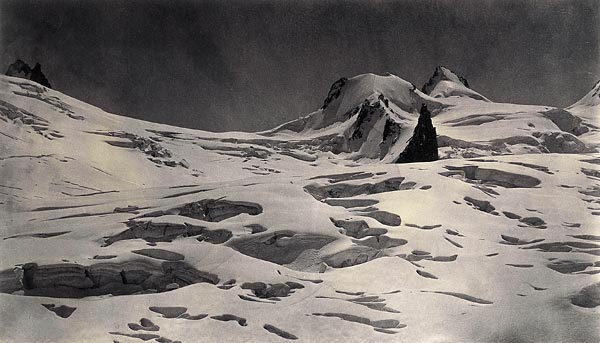
Louis-Auguste i Auguste-Rosalie Bisson, Col du Géant, 1861, odbitka albuminowa z negatywu kolodionowego

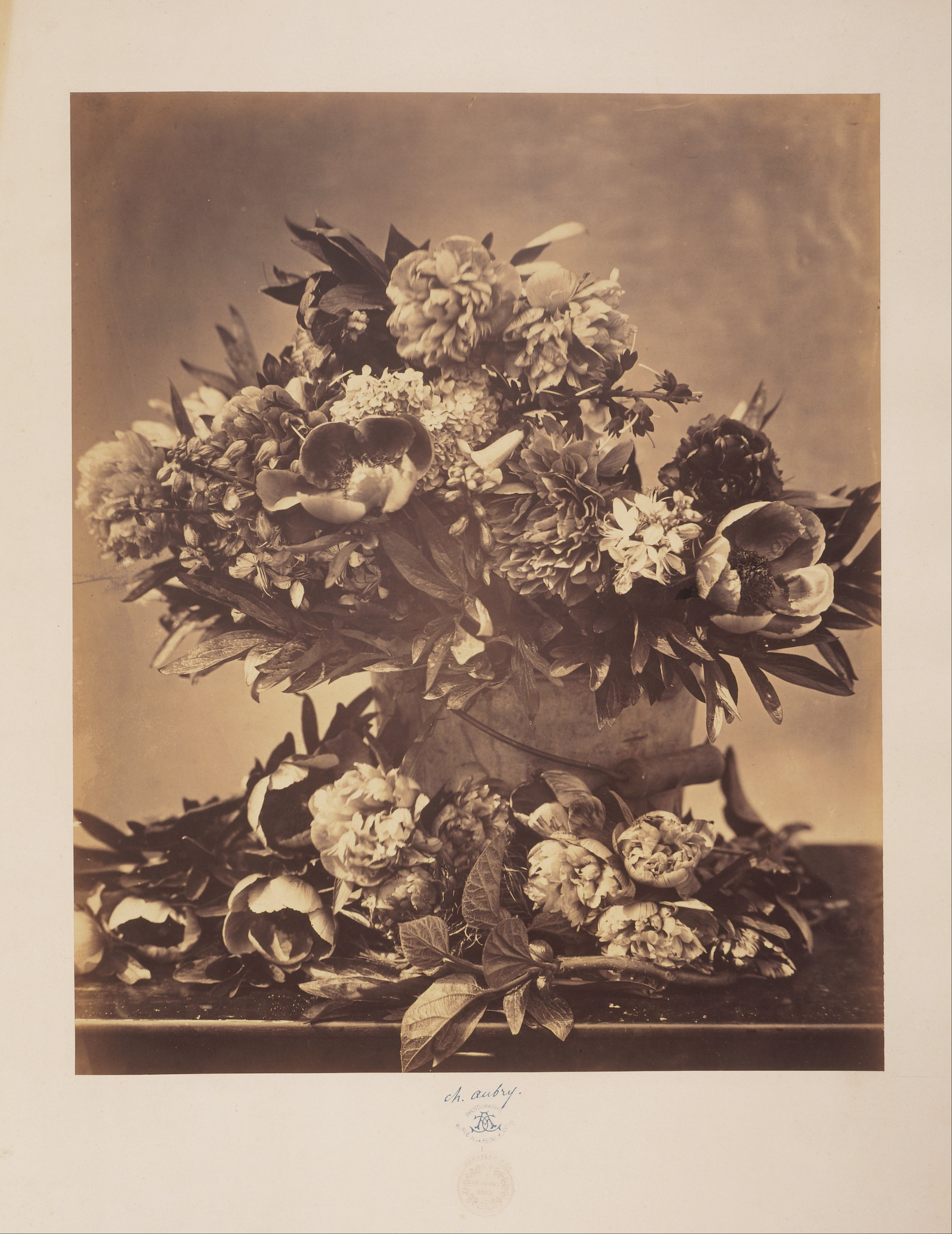
Charles Aubry, Martwa natura z piwoniami, ok. 1864, odbitka albuminowa z negatywu kolodionowego

Technika kolodionowa, proces kolodionowy, zw. także techniką mokrej płyty kolodionowej, mokrym kolodionem lub mokrą płytą – technika fotograficzna polegająca na naświetleniu w aparacie fotograficznym szklanej płyty pokrytej warstwą kolodionu z zawieszonymi w niej halogenkami srebra (głównie jodek srebra, bromek srebra), w wyniku czego, po wywołaniu, powstawał na niej negatywowy obraz. Następnie z niego, po odpowiednim wzmocnieniu (drugie wywołanie), wykonywano z niego odbitki na papierze solnym lub albuminowym. Technika ta była stosowana na szeroką skalę od lat 50. do początku lat 80. XIX w.
Proces ten był kłopotliwy, gdyż szklana klisza musiała być pokryta kolodionem tuż przed naświetleniem, a następnie wywołana niezwłocznie, zanim on zastygł (stąd nazwa – „mokra płyta”). Było to trudne, zwłaszcza poza atelier, gdyż fotograf był zmuszony zabierać w plener ciemnię wraz z wszystkimi niezbędnymi substancjami i sprzętami, jednak dzięki wysokiej czułości, pozwalającej na krótszy niż w innych technikach czas naświetlania, proces kolodionowy był dominującą techniką otrzymywania negatywów fotograficznych przez ok. 30 lat.

## Historia
Autorstwo techniki kolodionowej powszechnie przypisywane jest Frederickowi Scottowi Archerowi, ale jako jej wynalazców wymienia się także Gustave’a Le Graya i Roberta J. Binghama. Swoje eksperymenty z kolodionem Archer rozpoczął w 1848 r., publikując ich wyniki w marcu 1851 r. w piśmie „Chemist”. W tym samym roku kilka negatywów pokazał na wystawie światowej w Crystal Palace w Londynie tuż przed jej zamknięciem. Natomiast Le Gray w swojej publikacji z 1850 r., zatytułowanej Traité Pratique de Photographie Sur Papier et Sur Verre, wyraził przekonanie, że przyszłość fotografii wiąże się z negatywem na papierze, ale równocześnie zawarł wzmiankę mogącą wskazywać, że używał techniki mokrego kolodionu przed Archerem. Na pojawiające się wątpliwości co do autorstwa techniki Archer odpowiadał, że to on jako pierwszy ją opisał i opublikował, ale jednocześnie nie kwestionował faktu, że użycie kolodionu w fotografii mogli przed nim zasugerować inni badacze. 
Od połowy lat 50. XIX w. technika ta była powszechnie stosowana, wypierając dagerotypię i kalotypię. Oprócz jej zalet – czyli wysokiej czułości, możliwości odzwierciedlenia najdrobniejszych detali i niższym niż w przypadku dagerotypii kosztom – na jej rozpowszechnienie wpłynął również fakt, że Archer nie opatentował swojego wynalazku. Patentem była objęta natomiast kalotypia. 
Główną wadę techniki – czyli konieczność szybkiego operowania mokrą płytą – próbowano usunąć poprzez dodawanie do kolodionu substancji higroskopijnych, takich jak cukier, miód czy gliceryna. Eksperymenty takie prowadził m.in. Jean-Marie Taupenot, opracowując w 1856 r. „suchą” płytę kolodionową, jednak tego rodzaju rozwiązania nie przyjęły się na szerszą skalę. 
Technika mokrego kolodionu została wyparta na początku lat 80. przez szklane klisze bromo-żelatynowe, które – w przeciwieństwie do kolodionowych – były suche, mogły być uczulone na długo przed naświetlaniem i nie musiały być natychmiast wywołane, przez co stały się dostępne w handlu.

## Technika
Najpierw szklaną płytę przycinano do takiego rozmiaru, jaki miała mieć gotowa odbitka, następnie dokładnie ją czyszczono i polerowano. Tuż przed wykonaniem zdjęcia pokrywano ją warstwą wcześniej przygotowanego kolodionu, czyli roztworu azotanu celulozy (nitrocelulozy), zw. bawełną strzelniczą, eteru i etanolu, zawierającego dodatkowo jodek potasu. W tym celu na płytę wylewano pewną ilość kolodionu, a następnie równomiernie rozlewano go po całej powierzchni kliszy, co wymagało wprawy i szybkości, gdyż substancja ta była gęsta i szybko zastygała. W rezultacie na wielu płytach, zwłaszcza w narożnikach, warstwa kolodionu jest nierówna.
Następnie płytę uczulano w kąpieli z azotanu srebra – który wchodził w reakcję z jodkiem potasu, tworząc warstwę światłoczułego jodku srebra – po czym jeszcze mokrą przenoszono w zamkniętej kasecie do aparatu fotograficznego. Po trwającym kilka sekund naświetlaniu przystępowano do wywoływania jeszcze wilgotnej płyty. Wywoływacz, którym polewano płytę, zawierał azotan srebra i bądź pirogalol, bądź sól Mohra (ich wybór wpływał na kolor otrzymanego obrazu). Wywołaną kliszę utrwalano w roztworze tiosiarczanu sodu lub cyjanku potasu, płukano, suszono i pokrywano warstwą ochronnego lakieru. 
Z tak przygotowanego negatywu wykonywano papierowe odbitki, przede wszystkim albuminowe lub na papierze solnym. 
Proces kolodionowy był używany także w technikach ambrotypii, ferrotypii i pannotypii, w których uzyskiwano obraz pozytywowy bez wykonywania odbitek. W przypadku ambrotypii szklany negatyw kolodionowy umieszczano na czarnym tle bądź pokrywano od spodu czarnym lakierem, dzięki czemu obraz widoczny był w formie pozytywowej. Fotografię taką umieszczano w oprawie za szkłem, przez co wyglądem był zbliżony do dagerotypu. W technice ferrotypii warstwę zawierającą obraz odspajano od negatywu i przenoszono na metalową płytkę pokrytą czarnym lakierem, dzięki czemu – tak jak w ambrotypii – 
widoczny był on jako pozytyw. Podobnie postępowano w przypadku pannotypii, w której podłożem tym, zamiast metalu, była ciemna tkanina. 